# 慕容制
慕容制（?—?），字副鸠，昌黎徒河棘城（今辽宁义县）人，慕容鲜卑人，慕容部首领慕容涉归之孙，慕容运子，前燕武宣帝慕容廆侄，文明帝慕容皝之堂弟。
长兄慕容彊在前燕建立后封为洛阳王。慕容制在后燕慕容垂属下為尚書令、臨澤公。

## 后代

### 子
- 慕容精，北地王，慕容制之子。前燕景昭帝慕容儁之从祖弟
- 慕容钟，字道明，慕容制之子

### 孙
- 慕容胜，慕容精之子。降北魏，其子卢鲁元。
- 慕容丑，即豆卢丑，字钟葵，慕容精之子。与兄胜降北魏后，受姓豆卢氏。

### 后裔
- 昌黎豆卢氏世系图